# Bestseller (bedrijf)
Bestseller A/S is een Deens kledingbedrijf dat werd opgericht in 1975 en bestaat uit 20 merken en 2700 winkels.

## Geschiedenis
Het bedrijf werd in 1975 opgericht door Troels Holch Povlsen in Brande. In eerste instantie richtte het zich op dameskleding, maar introduceerde ook kinderkleding in 1986 en herenkleding in 1988. Bestseller is een familiebedrijf met wereldwijd circa 17.000 medewerkers.
De winkels van Bestseller bevinden zich vooral in Europa, het Midden-Oosten, India, China en Canada. In China zijn er ruim 1200 winkels, wat het de grootste Europese winkelketen in dat land maakt.

## Merken
Bestseller heeft diverse merken waaronder het kleding verkoopt.
| Dameskleding - Vero Moda - Only - Mamalicious - Vila - Selected Femme - Junarose - Y.A.S - Noisy May - Jaqueline de Yong - Pieces - Object Collectors Item | Herenkleding - Jack & Jones - Selected Homme - Outfitters Nation - Only & Sons | Kinderkleding - Name It - Lmtd Overig - Normal - Produkt |